# ГЕС Король Таляль
ГЕС Король Таляль (араб. سد الملك طلال) — гідроелектростанція на річці Ез-Зарка в Йорданії. Розташована в провінції Джераш, за два десятки кілометрів на північний захід від Амману. Названа на честь короля Йорданії в 1951—1952 роках Таляля бін Абдалли.
У межах іригаційного проекту у 1972—1978 роках ліву притоку Йордану річку Яббок перекрили земляною греблею висотою 92 метри, що дозволило створити сховище з об'ємом 56 млн м3. В 1983-му почали роботи з нарощування висоти споруди до 108 метрів (довжина гребеню при цьому сягнула 350 метрів), внаслідок чого вдалось збільшити ємність резервуару до 85 млн м3 та забезпечити іригацію 17 тисяч гектарів земель. Сховище поповнюється переважно зимовими дощами та водами з очисних споруд, котрі обслуговують каналізаційні системи Амману (завод Ес-Самра), Джерашу та Ель-Бакаа.
Під час модернізації комплексу у 1980-х його доповнили облаштованою біля підніжжя греблі електростанцією з двома турбінами типу Френсіс загальною потужністю 6 МВт. Вони використовують напір до 107 метрів та забезпечують середньорічне виробництво на рівні 14 млн кВт-год. Існує також проект збільшення потужності станції на 8 МВт та спорудження нової дериваційної ГЕС з показником 18 МВт і значно більшим напором у 290 метрів, вода на яку подаватиметься все з того ж сховища Король Таляль.
Станом на другу половину 2010-х ГЕС Король Таляль є найбільшою конвенціональною гідроелектростанцією Йорданії. При цьому на тепловій електростанції в Акабі працюють дві турбіни такої ж загальної потужності 6 МВт, які приводить у дію морська вода, що скидається з системи охолодження назад до Акабської затоки. В майбутньому обидві названі станції повинні поступитись проєкту Червоне море — Мертве море.